# Obergail
Obergail ist eine Streusiedlung in der Gemeinde Lesachtal mit 60 Einwohnern (Stand 1. Jänner 2024) im Bezirk Hermagor in Kärnten, Österreich.

## Kultur und Sehenswürdigkeiten
- Filialkirche Hl. Anna
- Obere Kapelle hl. Dreifaltigkeit, auch Letter-Kapelle genannt